# Križmani
Križmani – wieś w Słowenii, w gminie Osilnica. W 2018 roku liczyła 12 mieszkańców.